# Bornholms Forsvarsmuseum
Bornholms Forsvarsmuseum er et historisk museum i Rønne på Bornholm, der beskæftiger sig med Bornholms forsvars- og militærhistorie. Museet findes i Kastellet og i bygningerne omkring det. Allerede i 1975 blev der lavet en udstilling i Kastellet, året inden det blev nedlagt som militært magasin. I 1980 blev museet etableret.

## Udstilling
Museet rummer især en stor udstilling om Bornholms besættelse, først af Nazityskland, og den efterfølgende sovjetiske besættelse. Museet har også skiftende særudstillinger samt militære køretøjer, som bl.a. en M24 Chaffee kampvogn. Udstillingen rummer også en afdeling om øens forsvar fra middelalderen frem til besættelsen, og fra befrielsen frem til nu. Udstillingen består bl.a. af våben, uniformer og faner.